# Zofia Helena Beatrycze Francuska

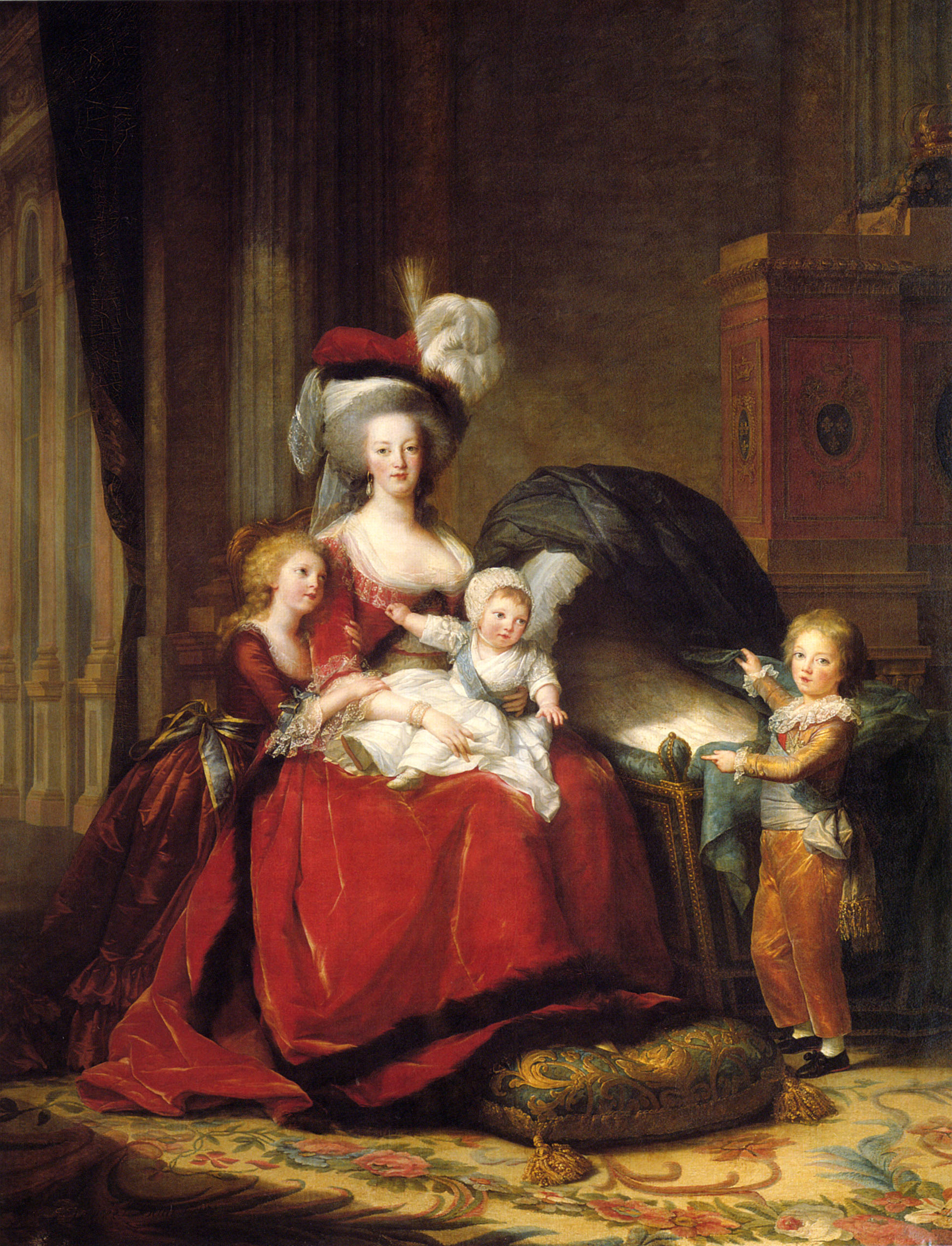
Maria Antonina z dziećmi, portret autorstwa Élisabeth Vigée-Lebrun (Maria Teresa stoi obok matki, Ludwik Karol siedzi na jej kolanach, a Ludwik Józef wskazuje na pustą kołyskę, w której pierwotnie miała znajdować się Zofia Helena)

Zofia Helena Beatrycze Burbon, fr. Sophie Hélène Béatrix de France (ur. 9 lipca 1786, zm. 19 czerwca 1787) – młodsza córka i zarazem najmłodsze dziecko króla Francji, Ludwika XVI, i królowej Marii Antoniny. Jej starszym rodzeństwem byli: Maria Teresa Charlotta, Madame Royale, Ludwik Józef, delfin Francji, i Ludwik Karol, książę Normandii.
Została nazwana na cześć jednej z ciotek jej ojca, Madame Zofii, która zmarła na puchlinę cztery lata wcześniej. Wrogowie Marii Antoniny twierdzili, że ojcem Zofii Heleny był hrabia Axel Fersen. Prawdopodobnie urodziła się jako wcześniak i dlatego była bardzo słaba. Inna wersja mówi, że dziewczynka urodziła się zdeformowana, ponieważ jej matka w trakcie ciąży nosiła gorset. Dziewczynka zmarła w czasie, kiedy jej najstarszy brat również zaczął podupadać na zdrowiu.